# فرار از اردوگاه ۱۴
فرار از اردوگاه ۱۴: داستان واقعی فرار اودیسه‌وار مردی از کره شمالی به سوی آزادی (انگلیسی: Escape from Camp 14: One Man's Remarkable Odyssey from North Korea to Freedom in the West) کتاب زندگی نامهٔ شین دونگ-هیوک، مرد گریخته از کره شمالی، است که توسط بلین هاردن در سال ۲۰۱۲، به رشتهٔ تحریر درآمده است.

## معرفی
اردوگاه‌های زندانیان سیاسی کره شمالی دو برابر گولاگ‌های استالین و دوازده برابر اردوگاه‌های نازی‌ها عمر دارند. هیچ‌کسی که در آن‌ها به دنیا آمده، فرار نکرده است، هیچ‌کس جز شین دونگ-هیوک.
فرار از اردوگاه ۱۴، از طریق داستان تکان دهندهٔ حبس و فرار شگفت‌انگیز شین، اسرار تمامیت‌خواه‌ترین حکومت جهان را افشا می‌کند. شین چیزی از وجود تمدن نمی‌دانست-او مادرش را رقیبی برای غذا می‌دید، نگهبانان او را یک خبرچین بار آوردند و شاهد اعدام مادر و برادرش بود.
همه کیم جونگ ایل را می‌شناختند، اما کشورش را نه. این کشور گرسنه، ورشکسته و مجهز به سلاح اتمی است و بین ۱۵۰٬۰۰۰ تا ۲۰۰٬۰۰۰ نفر به عنوان برده در اردوگاه‌های زندانیان سیاسی اش کار می‌کردند.
این کتاب با تمرکز بر داستان این جوان شگفت‌انگیز که در امنیتی‌ترین زندان امنیتی‌ترین کشور دنیا رشد کرده، اسرار مخفی این کشور را افشا می‌کند. فرار از اردوگاه ۱۴ خاطراتی بی نظیر است از یکی از تاریک‌ترین کشورهای جهان. این کتاب داستان تحمل شجاعت، بقا و امید است.

## نقد
این کتاب در زمان انتشار خود، بسیار مورد توجه قرار گرفت و در کشورهای زیادی به چاپ رسید. نقدهای مختلفی توسط صاحب نظران و منتقدان در رسانه‌های معروف، همچون اندرو آنتونی در روزنامهٔ گاردین و جانت ماسلین در نیویورک تایمز به چاپ رسید.

## ترجمه
این کتاب در ایران توسط انتشارات مختلفی به چاپ رسیده است:
- نشر چشمه ۱۳۹۴، فرار از اردوگاه ۱۴، ۲۲۹ صفحه، مترجم: مسعود یوسف حصیرچین ۱۳۶۹. شابک: ۲-۳۲۸-۲۲۹-۶۰۰-۹۷۸[۳]
- نشر آسو ۱۳۹۸، فرار از اردوگاه چهارده، ۲۷۲ صفحه، مترجم: الهام افسری. شابک: ۴-۹۴-۸۷۵۵-۶۰۰-۹۷۸[۴]
- نشر طرح نو ۱۴۰۰، فرار از اردوگاه شماره ۱۴، ۲۸۸ صفحه، مترجم: زهرا خانیانی. شابک: ۸-۱۲۹-۴۸۹-۹۶۴-۹۷۸[۵]